# 炭酸塩

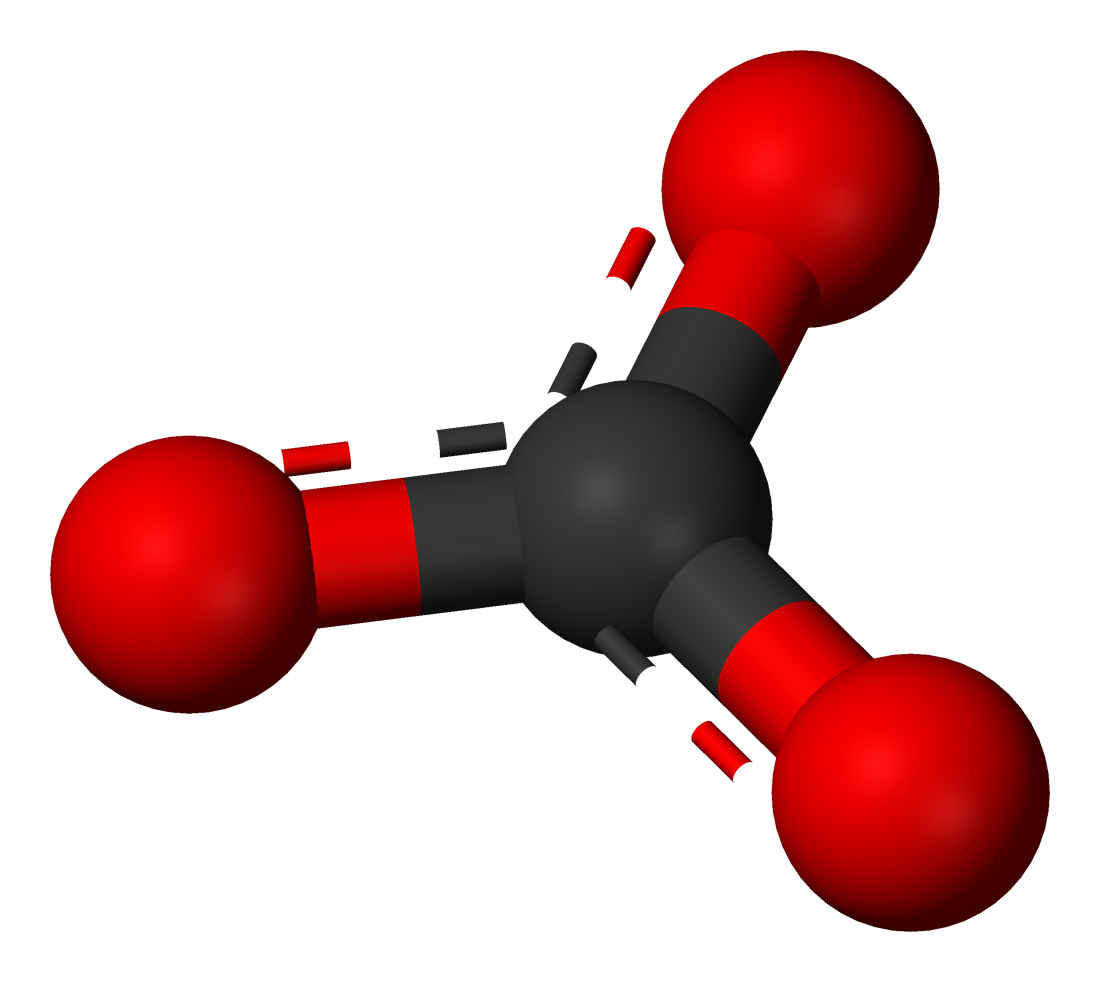
炭酸イオンの球棒モデル

炭酸塩（たんさんえん、英語: carbonate）は、炭酸イオン（carbonate、CO32−）を含む化合物の総称である。英語の carbonate は炭酸塩と炭酸イオンの他、炭酸エステル、炭酸塩化、炭化、飲料などに炭酸を加える操作のことも指す。無機炭素化合物の一種で、炭酸塩の中には、生物にとって重要な物質である炭酸カルシウムや、産業にとって重要な炭酸ナトリウムなどがある。炭酸塩はアルカリ金属以外は水に溶けないものが多い。一般に加熱により二酸化炭素を発生して金属酸化物を生じる。
{\displaystyle {\ce {CaCO3 ->[\Delta] CaO + CO2}}}

## 用途
炭酸イオンを含む塩に希釈した鉱酸（例：塩酸）を加えると気体の二酸化炭素が発生するため、炭酸イオンの検出に使われている。
{\displaystyle {\ce {CaCO3 + 2HCl -> CaCl2 + CO2 ^}}}
炭酸イオンを含む塩は、産業や鉱物学的に重要な化合物群である。最も有名なのは石灰岩の主成分である方解石（カルサイト）である。加熱することによって炭酸塩から二酸化炭素を除去する過程を焼成と呼ぶ。

## 炭酸イオン
炭酸イオン（たんさんいおん、英語: carbonate）は、イオン式が CO32−、分子量が 60.01 g/mol で形式電荷が-2の多原子アニオンである。1個の炭素原子を中心に3個の酸素原子が等価に結合した平面三角形構造をとる（D3h分子対称性）。C-O結合距離は方解石中で 128.3 pm である。炭酸イオンは、炭酸 (H2CO3) の共役塩基である炭酸水素イオン (HCO−
3) の共役酸になる。
炭酸イオンの正確な分子構造はルイス構造式で表現することは不可能である。
これは炭酸イオンが共鳴構造を持つためである。
実際には、炭酸イオンの電荷は非局在化によって3個の酸素原子に等しく2/3ずつ分布した構造をしている。

## 酸 - 塩基化学
炭酸イオン CO32− は中程度に強い塩基である。炭酸イオンは弱酸である炭酸水素イオンの共役塩基であり、炭酸水素イオンは弱酸である炭酸イオンの中程度に強い共役塩基である。

## 主な炭酸塩
- 炭酸アンモニウム ((NH4)2CO3) - 炭安とも呼ばれる。
- 炭酸カリウム (K2CO3) - 植物の灰の成分であり、古代より洗剤として利用。現在はガラスの原料として重要。
- 炭酸カルシウム (CaCO3) - 石灰石、サンゴ骨格、貝殻などの主成分。チョークやベビーパウダーの材料。白濁色の温泉の含有成分およびそれを模した入浴剤の成分。
- 炭酸ナトリウム (Na2CO3) - 石鹸、ガラスなどの原料。炭酸ソーダとも呼ばれる。
- 炭酸バリウム (BaCO3) - 毒重石の主成分で人体に有害。胃の検査で造影剤として飲むバリウムはこれではなく、硫酸バリウム。
- 炭酸マグネシウム (MgCO3) - 運動競技向けの滑り止め剤、研磨剤、医薬品に利用。
- 炭酸リチウム (Li2CO3)
- 炭酸鉄(II) (FeCO3)
- 炭酸銀(I) (Ag2CO3)

## 炭酸塩鉱物

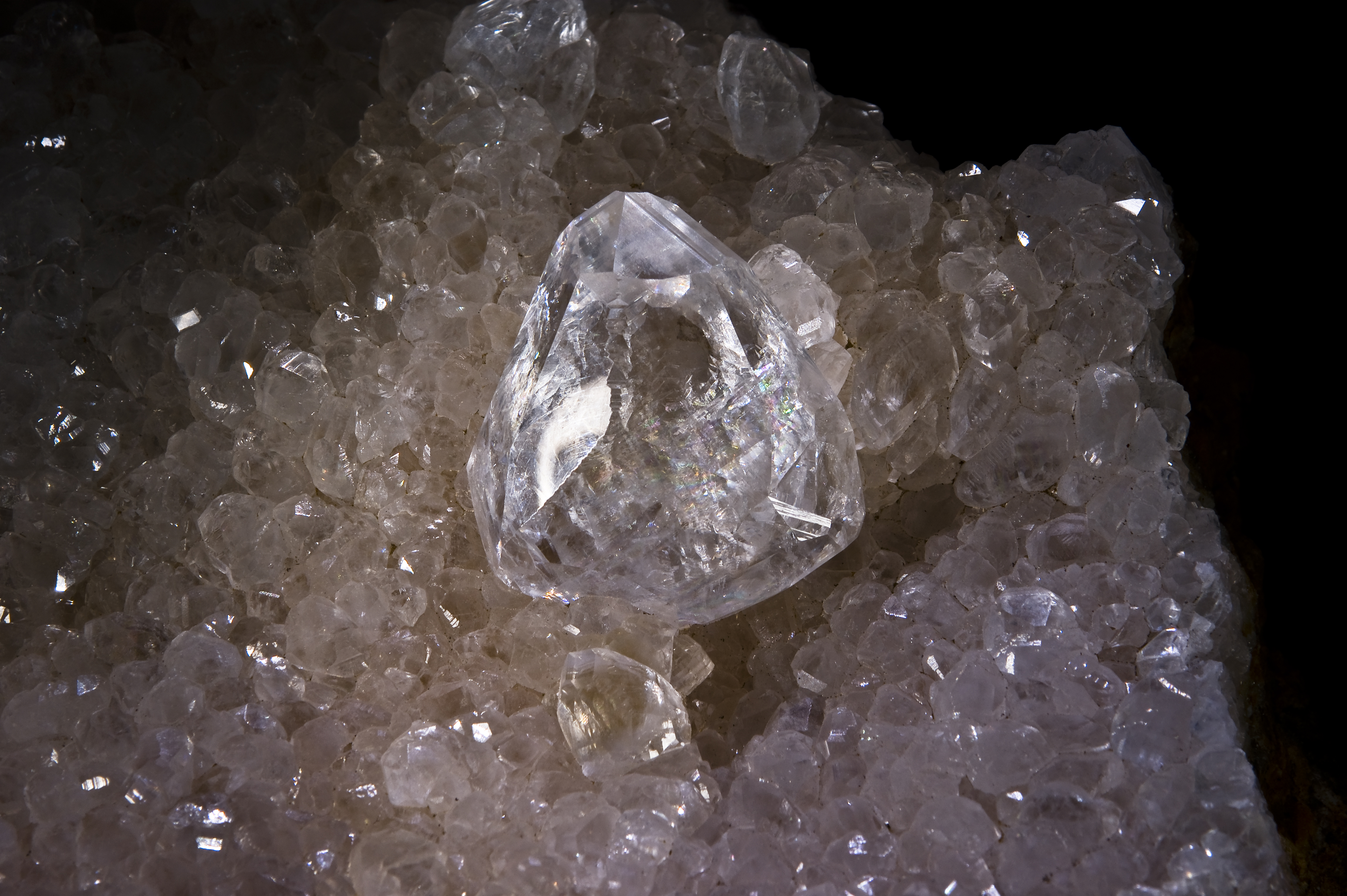
方解石

鉱物学において、炭酸塩からなる鉱物を炭酸塩鉱物（たんさんえんこうぶつ、英語: carbonate mineral）という。熱水からの析出および鉱石の風化などにより生成し、以下のようなものがある。
- 方解石・霰石・ファーテル石 (CaCO3)
- 苦灰石 (CaMg(CO3)2)
- 孔雀石 (Cu2(CO3)(OH)2)
- 藍銅鉱 (Cu3(CO3)2(OH)2)
- 菱苦土鉱 (MgCO3)
- 菱マンガン鉱 (MnCO3)
- 菱鉄鉱 (FeCO3)